# Appius Claudius Russus
Appius Claudius Russus est un sénateur romain du IIIe siècle av. J.-C.